# 米諾利 (夏威夷州)
米諾利（英語：Minolii）是位於美國夏威夷州夏威夷縣的一個非建制地區。該地的面積和人口皆未知。

## 地理
米諾利的座標為19°11′10″N 155°54′26″W / 19.18611°N 155.90722°W，而該地的平均海拔高度為11米（即36英尺）。